# Pablo Martín Buendía
Pablo Martín Buendía, llamado erróneamente por algunos historiadores como Pedro Martín Buendía o del Buendía, fue un aborigen grancanario cristianizado que participó como soldado en la conquista castellana de las islas canarias de La Palma y Tenerife a finales del siglo xv.
Buendía formó parte del grupo de aborígenes canarios que el capitán conquistador Alonso Fernández de Lugo enroló entre sus tropas para llevar a cabo las conquistas de La Palma, entre 1491 y 1492, y Tenerife en 1494-96.
Fue peón de la compañía de Pedro Maninidra bajo el mando del antiguo rey de Gáldar Fernando Guanarteme, destacando su participación en la batalla de la Laguna en noviembre de 1495. En ella mató al caudillo guanche Tinguaro — o al hermano de este el mencey Bencomo según Fray Alonso de Espinosa— mientras huía por la cuesta de la montaña de San Roque tras la derrota de los guanches. Según la tradición, Tinguaro se rinde ante Buendía con la siguiente frase: 

Çhucâr Guayoc, achimencey reste Bencom, sanet vander relac nazeth zahañe
Antonio de Viana, 1604.

La frase es traducida tradicionalmente como 'no mates al hidalgo, que es natural hermano de Bencomo, y se te rinde aquí como cautivo', pero Buendía no le entendió y acabó con él de un lanzazo. Para otros autores, esta frase fue dicha por el propio mencey Bencomo, quien también sucumbe en la batalla de la Laguna.

La muerte de Tinguaro facilitó a la postre la conquista de la isla, al ser uno de los principales líderes de la resistencia isleña.
Culminada la conquista de Tenerife, Buendía pasó a residir en la isla recibiendo tierras por parte del nuevo gobernador Lugo durante el repartimiento en varias partes de la isla, incluyendo unas cuevas que habían sido morada de los antiguos reyes de Icod y Tacoronte.
En 1514 eleva petición a la Corte junto a otros canarios para pedir una exención para no ser obligados por el Adelantado a participar en las entradas esclavistas a Berbería.